# Leo Sharp
Leo Sharp (Michigan City, 7 maggio 1924 – Michigan, 12 dicembre 2016) è stato un criminale statunitense.
Conosciuto con il nome di El Tata, ha lavorato come trafficante di droga per il Cartello di Sinaloa.

## Biografia

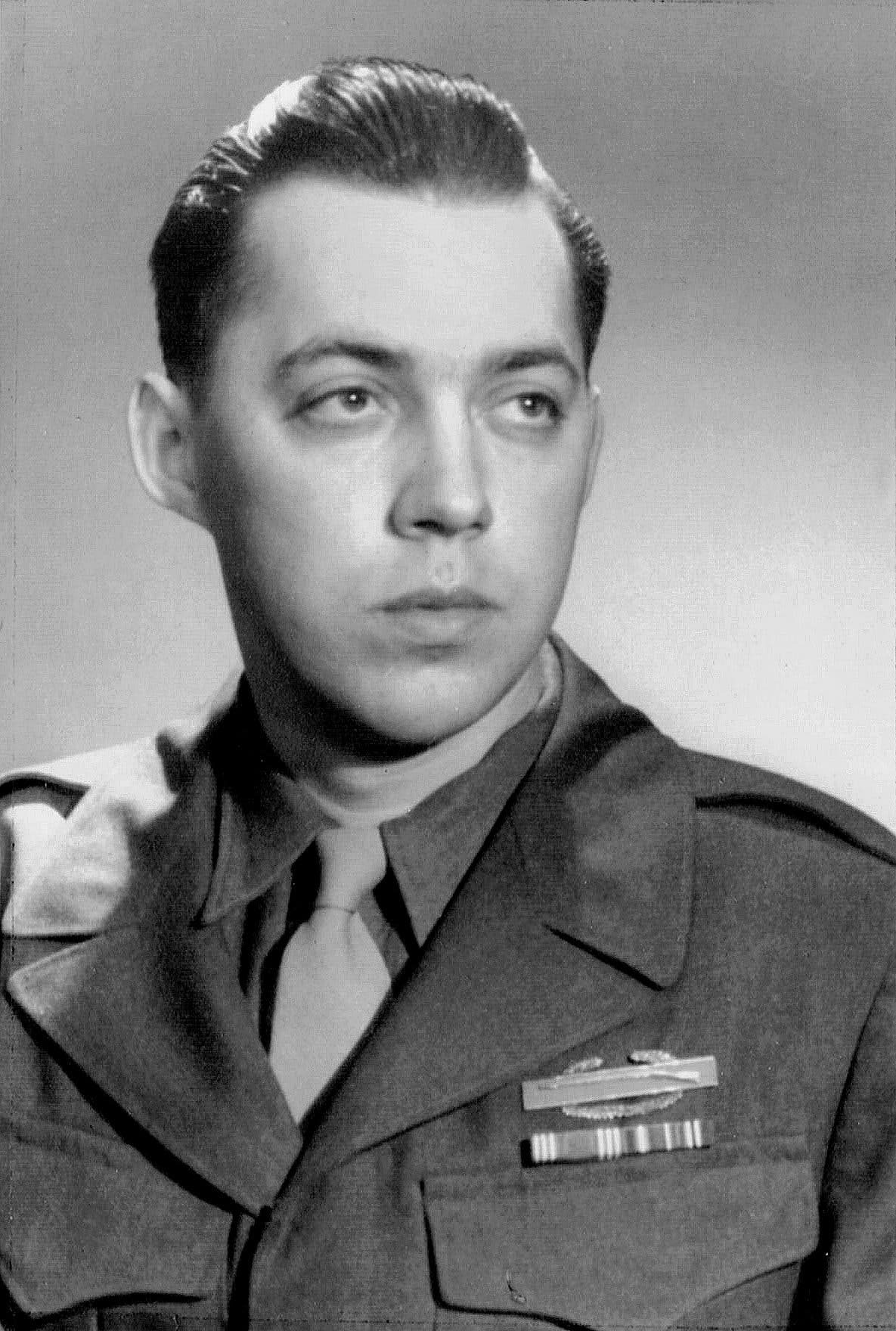
Leo Sharp durante la seconda guerra mondiale, 1945

Leo Sharp nacque il 7 maggio 1924 a Michigan City, nell'Indiana, crescendo però a Detroit. Chiamato a prendere servizio militare presso la fanteria dello US Army in vista della seconda guerra mondiale, venne stanziato in Italia, partecipando così alla campagna d'Italia: ciò gli valse la Bronze Star.

### L'attività di orticoltore
Dopo il conflitto, ritornato negli Stati Uniti, divenne proprietario di una piccola compagnia aerea, ma quando la società fallì, si dedicò all'orticoltura. Con questo nuovo impiego, Sharp riuscì ad ibridare nuove razze popolari di fiori, in particolare il daylily, diventando famoso in tutto il mondo per la sua ibridazione.
La sua creazione più popolare è stata l'Ojo Poco, ovvero un fiore che assume una colorazione arancio albicocca, con un tono rosso al centro, che ha introdotto nel 1994. Kevin P. Walek, ex presidente della American Hemerocallis Society, ha affermato che gli appassionati del fiore saprebbero riconoscerlo solo con uno sguardo. L'hemerocallis 'Siloam Leo Sharp' prende il nome da lui.
Gestore di una fattoria, l'orticoltura ha permesso a Sharp di viaggiare in tutto il paese per conferenze, confermando anche di essere stato invitato alla Casa Bianca dove ha piantato fiori nel Rose Garden per il presidente George H. W. Bush.

### Il lavoro per il Cartello di Sinaloa e l'arresto
All'età di 72 anni divenne, a causa di problemi economici, un corriere della droga per il cartello di Sinaloa. Infatti, quando la sua fattoria entrò in crisi, venne contattato da alcuni membri del Cartello che gli proposero di trasportare droga tra gli Stati Uniti e il Messico. Utilizzando il suo pick-up Lincoln Mark LT, riuscì ad eludere i controlli delle forze dell'ordine per ben 10 anni, trasportando dai 100 ai 300 chilogrammi di cocaina a viaggio, nonché compiendo corse dal valore di milioni di dollari.
Il 21 ottobre del 2011, mentre era in possesso di 100/200 chilogrammi di cocaina, venne arrestato all'età di 87 anni dal soldato Craig Ziecina della polizia del Michigan e dall'agente speciale della Drug Enforcement Administration Jeff Moore: alle 15:10 (ora locale) l'ufficiale della DEA David Powell fu il primo a individuare il suo pick-up Sharp sulla Interstate 94, un’autostrada che collega Chicago, Minneapolis e Detroit. Sharp venne fermato dopo essere partito dalla Florida il 13 ottobre. Gli agenti della DEA, l’agenzia antidroga statunitense, lo pedinarono, presidiarono la strada senza farsi notare e lo fermarono con la scusa di un controllo di routine. Il video del suo arresto venne pubblicato sul New York Times. Con l'utilizzo dell'unità cinofila a Sharp vennero individuati 104 chili di cocaina.
Le indagini che portarono all'arresto di Sharp iniziarono a Detroit, il luogo di consegna della cocaina, per poi continuare con delle intercettazioni telefoniche. Il suo arresto fece sì che venne disposta un'indagine penale perseguita dall'assistente procuratore Chris Graveline, che portò all'incriminazione di 25 membri del Cartello, tra cui Sharp. Autorizzato a parlare alla sua udienza di condanna davanti al giudice Edmunds, Sharp ha confessato i suoi crimini, aggiungendo di avere il cuore spezzato. Per evitare la prigione, propose di pagare la sanzione di 500 000 dollari che doveva al Governo, coltivando papaye hawaiane, in modo tale da trasferirsi dalla figlia alle Hawaii. La corte rifiutò l'offerta e condannò Sharp a tre anni di carcere l'8 ottobre del 2013, dopo essersi dichiarato colpevole. La sua difesa provò a dimostrare che Sharp soffriva di demenza, che se la sarebbe cavata male in prigione e che sarebbe diventato un trafficante di droga perché costretto e minacciato. In difesa di ciò, il suo avvocato presentò una valutazione neuropsicologica medica che riteneva che Sharp fosse "coerente con la demenza, dimostrato da una significativa perdita di informazioni in brevi periodi di tempo". Durante le sentenze Sharp si fece notare perché spesso chiedeva al giudice di alzare la voce, poiché non riusciva a sentire, facendo intuire di soffrire di sordità.
Sharp venne rilasciato nel 2015 a causa del peggioramento della sua salute dopo aver scontato solo un anno di prigione. Il 12 dicembre 2016 morirà nelle campagne del Michigan all'età di 92 anni. È sepolto nel National Memorial Cemetery of the Pacific a Honolulu.

## Nella cultura di massa
Alla vicenda di Sharp è ispirato il film del 2018 Il corriere - The Mule, diretto e interpretato da Clint Eastwood. Nel film i nomi dei personaggi sono stati modificati.